# Lale Başar
Lale Başar (Ordu, 27 gennaio 1964) è un'attrice turca, nota per aver interpretato il ruolo di Sevim Atasoy nella serie Mr. Wrong - Lezioni d'amore (Bay Yanlış).

## Biografia
Lale Başar è nata il 27 gennaio 1964 a Ordu (Turchia), e oltre alla recitazione si occupa anche di teatro.

## Carriera
Lale Başar nel 1986 si è laureata presso il conservatorio statale dell'Università di Hacettepe. Nello stesso anno ha iniziato a lavorare presso il teatro statale di Bursa. Nel 1994 ha lavorato presso il teatro statale di Ankara, dal quale si è ritirata nel 2009. Dallo stesso tempo ha iniziato a recitare nei film e successivamente nelle serie televisive.

## Vita privata
Lale Başar è sposata con Kemal Başar, dal quale nel 1996 ha avuto un figlio che si chiama Savaş Alp Başar.

## Filmografia

### Cinema
- Dudaktan Kalbe, regia di Kınalı Yapıncak (1986)
- Ah Bir Büyümesek (1985)
- Samyeli (1997)
- Ablam Böyle İstedi (2004)
- Sevinçli Haller (2004)
- Seni Çok Özledim (2005)
- Komiser Nevzat (2007)
- Yeni Evli (2007)
- Kod Adı Kaos (2007)
- Köksüz, regia di Deniz Akcay Katiksiz (2012)
- Göl zamani, regia di Cafer Özgül (2013)
- Unutursam Fisilda, regia di Cagan Irmak (2014)
- Her Sey Asktan, regia di Andaç Haznedaroglu (2016)
- Sen Sag Ben Selamet, regia di Ersoy Güler (2016)
- Ask Uykusu, regia di Nisan Akman (2017)
- Aykut Eniste, regia di Onur Bilgetay (2019)
- Aile Hükümeti, regia di Burak Demirdelen (2020)
- Aykut Eniste 2, regia di Onur Bilgetay (2021)
- Müjdemi Isterim, regia di Ömer Faruk Yardimci (2022)
- Un vero gentiluomo (Tam Bir Centilmen), regia di Onur Bilgetay (2023)

### Televisione
- Yuvadan bir kus uçtu – miniserie TV, 3 episodi (2003)
- Ablam böyle istedi – miniserie TV, 5 episodi (2003)
- Sevinçli haller – serie TV, 3 episodi (2004)
- Seni çok özledim – miniserie TV, 3 episodi (2005)
- Duvar – serie TV, 10 episodi (2007)
- Karamel – serie TV, (2008)
- Deniz Yıldızı – serie TV, 773 episodi (2009-2012)
- Ask Yeniden – serie TV, 59 episodi (2015-2016)
- Hayat Bazen Tatlıdır – serie TV, 3 episodi (2016)
- Yeni Gelin – serie TV, 64 episodi (2017-2018)
- Leke – serie TV, 9 episodi (2019)
- Aynen Aynen – serie TV, 1 episodio (2020)
- Mr. Wrong - Lezioni d'amore (Bay Yanlış) – serie TV, 14 episodi (2020)
- Sihirli Annem – serie TV, 30 episodi (2021-2022)
- Io sono Farah (Adım Farah) – serie TV, (2023)

### Cortometraggi
- Bloodline, regia di Yaren Zara Berg (2019)

## Teatro
- Fettah Paşalar
- Kabare
- Sevgili Yalan di Jürgen Gross
- Sekiz Kadın di Robert Thomas
- İsli Sisli Pis Puslu di V. Ludwing e R. Lücker
- Bülbül Sesi Gibi di Lavrence Du Garde Peach / Jan Hay, presso il teatro statale di Bursa (1985)
- Venedik Taciri di William Shakespeare, presso il teatro statale di Bursa (1987)
- Kamuoyu di Aurel Baranga, presso il teatro statale di Bursa (1988)
- Fehim Paşa Konağı di Turgut Özakman, presso il teatro statale di Bursa
- Karanlıkta Komedi di Peter Shaffer, presso il teatro statale di Bursa
- Kafkas Tebeşir Dairesi di Bertolt Brecht, presso il teatro statale di Bursa (1990)
- Hizmetçiler di Jean Genet (1994)
- Nikah Kağıdı di Ephraim Kishon, presso il teatro statale di Ankara (1996)
- Liola di Luigi Pirandello, presso il teatro statale di Ankara (1996)
- Ortakçılar di Talip Apaydın / Dinçer Sümer, presso il teatro statale di Ankara (1996)
- Aşk Öldürür di Vladimir Volkoff, presso il teatro statale di Ankara (1999)
- Yer Demir Gök Bakır di Yaşar Kemal, presso il teatro statale di Ankara (2003)
- Kendime Kıyamam di Curth Flatow, presso il teatro statale di Ankara (2005)
- Oğluma Bir Haller Oldu, presso il teatro Sadri Alışık (2011)
- Hamlet di William Shakespeare, presso il teatro Cef (2012)

## Doppiatrici italiane
Nelle versioni in italiano dei suoi film e delle sue serie TV, Lale Başar è stata doppiata da:
- Cinzia De Carolis[14] in Mr. Wrong - Lezioni d'amore[15]

## Riconoscimenti
- Adana Film Festival
  - 2013: Vincitrice come Miglior attrice con Ahu Türkpençe per Köksüz

- Altın Koza
  - 2014: Vincitrice come Miglior attrice non protagonista per Köksüz

- Festival del cinema di Berlino
  - 2014: Vincitrice come Miglior attrice per Köksüz

- Istituto d'Arte di Ankara
  - 1994: Vincitrice come Miglior attrice per Hizmetçiler, presso il teatro di stato di Ankara

- Nuremberg Film Festival "Turkey-Germany"
  - 2014: Vincitrice come Miglior attrice per Köksüz

- Premio del teatro di Bursa
  - 1986: Vincitrice come Artista dell'anno, presso il teatro di stato di Ankara

- Sadri Alisik Theatre and Cinema Awards
  - 2015: Candidata come Miglior interpretazione di un'attrice non protagonista in un film drammatico per Köksüz

- Turkish Film Critics Association (SIYAD) Awards
  - 2014: Vincitrice come Miglior attrice non protagonista per Köksüz

- 47º Premio dell'Associazione degli scrittori di cinema
  - Vincitrice come Miglior interpretazione di attrice non protagonista per Köksüz